# Lacourt-Saint-Pierre
Lacourt-Saint-Pierre é uma comuna francesa na região administrativa da Occitânia, no departamento de Tarn-et-Garonne. Estende-se por uma área de 14.77 km², e possui 1.225 habitantes, segundo o censo de 2018, com uma densidade de 83 hab/km².